# Liste der Biografien/Diew
Liste der Biografien |
Portal Biografien |
Personensuche
# |
A |
B |
C |
D |
E |
F |
G |
H |
I |
J |
K |
L |
M |
N |
O |
P |
Q |
R |
S |
T |
U |
V |
W |
X |
Y |
Z |
?
 
Da |
Db |
Dc |
Dd |
De |
Dg |
Dh |
Di |
Dj |
Dk |
Dl |
Dm |
Dn |
Do |
Dq |
Dr |
Ds |
Du |
Dv |
Dw |
Dy |
Dz
 
Dia |
Dib |
Dic |
Did |
Die |
Dif |
Dig |
Dih |
Dij |
Dik |
Dil |
Dim |
Din |
Dio |
Dip |
Diq |
Dir |
Dis |
Dit |
Diu |
Div |
Diw |
Dix |
Diy |
Diz
 
Dieb |
Diec |
Died |
Dief |
Dieg |
Dieh |
Diek |
Diel |
Diem |
Dien |
Diep |
Dier |
Dies |
Diet |
Dieu |
Diev |
Diew |
Diez
Die Liste der Biografien führt alle Personen auf, die in der deutschsprachigen Wikipedia einen Artikel haben. Dieses ist eine Teilliste mit 8 Einträgen von Personen, deren Namen mit den Buchstaben „Diew“ beginnt.

## Diew

### Diewa
- Diewald, Andrea (* 1981), deutsche Eiskunstläuferin
- Diewald, Claudia (* 1961), deutsche Jägerin, Waldpädagogin und Buchautorin
- Diewald, Gabriele (* 1960), deutsche Sprachwissenschaftlerin
- Diewald, Klaus (* 1972), deutscher Radrennfahrer
- Diewald-Kerkmann, Gisela (* 1953), deutsche Historikerin

### Diewe
- Diewerge, Wolfgang (1906–1977), deutscher Journalist und Intendant
- Diewert, Erwin (* 1941), kanadischer Mathematiker, Wirtschaftswissenschaftler und Hochschullehrer

### Diewo
- Diewock, Walter (* 1953), Maler, Grafiker und Illustrator